# Горбатый калоед
Горбатый калоед (лат. Onthophagus gibbulus) — вид пластинчатоусых жуков из подсемейства скарабеин.

## Описание
Имаго длиной 8,8—14 мм. Надкрылья жёлтые, с многочисленными мелкими тёмными пятнышками. Жуки характеризуются следующими признаками:
- боковые края переднеспинки с сильными выемками перед передними углами, из-за которых передние углы направлены ясно вбок;
- наличник у самцов сильно треугольно выдаётся вперёд;
- теменной киль у самцов в виде длинной пластинки с рожком посередине;
- теменной киль у самок прямой, широкий и низкий, с шиповидно приподнятыми углами;
- переднеспинка у самок с сильно выдающимся вперёд срединным бугорком.

## Синонимы
В синонимику вида входят следующие биномены:
- Onthophagus flavobasalis Endrodi, 1955
- Onthophagus laticornis Gebler, 1823
- Onthophagus rostrifer Reitter, 1893
- Scarabaeus austriacus Panzer, 1793
- Scarabaeus gibbulus Pallas, 1781basionym